# Paolo Possamai

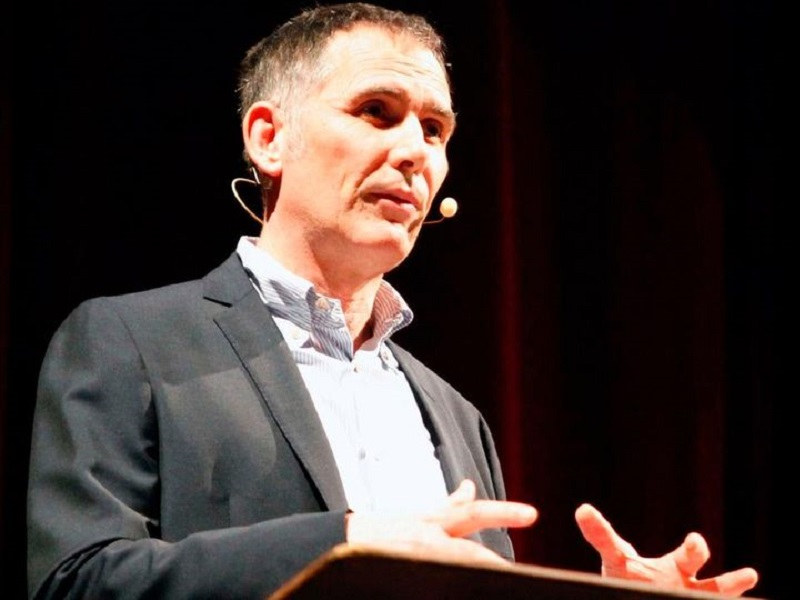

Paolo Possamai (Vicenza, 24 aprile 1960) è un giornalista e scrittore italiano, direttore di Nordest Economia.

## Biografia

### Carriera
Inizia la carriera giornalistica nel 1984 al settimanale locale Nuova Vicenza (fucina di grandi firme come Gian Antonio Stella, Ilvo Diamanti, Paolo Madron) e ne diventa caporedattore.
Viene assunto nel 1989 al gruppo L'Espresso, lavorando sotto la direzione di Maurizio De Luca per Il Mattino di Padova, La Nuova di Venezia e Mestre e La Tribuna di Treviso, divenendo in seguito il cronista di punta della squadra di Alberto Statera sui versanti della politica e dell'economia a Nordest.
Nel 1998, sotto la direzione di Franco Barbieri, riceve l'incarico di inviato speciale dei quotidiani locali del Nordest del gruppo. Dallo stesso anno diventa stabilmente collaboratore delle pagine economiche de la Repubblica, scrivendo in particolare sul dorso economico Affari e Finanza. Fra i libri e saggi pubblicati Rapporto sulla società e l'economia, Caffè Pedrocchi e Il Nordest sono io, libro-intervista al governatore veneto Giancarlo Galan che mette in subbuglio la politica veneta e che poneva molte delle questioni poi emerse, in particolare, con lo scandalo Mose. È curatore di L' inguaribile riformista. Giorgio Lago e la parabola del Nordest, libro che raccoglie alcuni articoli dello storico direttore de Il Gazzettino. Insieme ad Omar Monestier raccoglie in A colpi di penna. Il Nordest secondo Fabio Barbieri una selezione degli articoli e degli editoriali più brillanti del grande direttore dei quotidiani nordestini del gruppo L'Espresso, scomparso nel 2005. È collaboratore della Fondazione Nordest dalla sua fondazione.
È direttore del La Nuova di Venezia e Mestre dal giugno 2005 fino all'ottobre 2008.

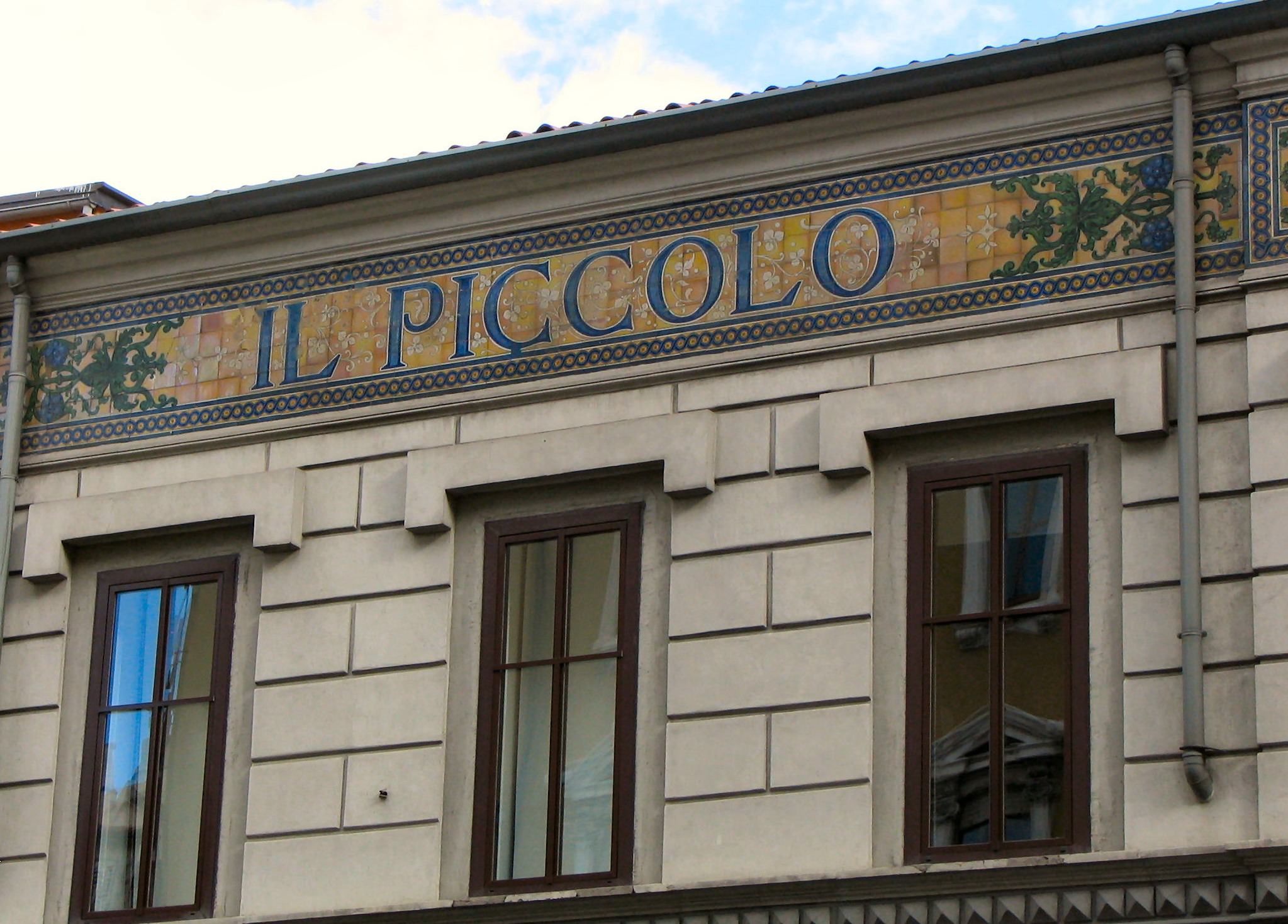
La facciata della vecchia sede de Il Piccolo, giornale diretto per più di 7 anni da Paolo Possamai.

### La direzione aIl Piccolo
Da novembre 2008 succede a Sergio Baraldi come direttore de Il Piccolo di Trieste, dove lo seguirà Alberto Bollis come vice. Nel febbraio 2011 guida il passaggio dello storico giornale triestino al formato tabloid.

### La direzione dei quotidiani veneti
Nell'aprile del 2016 lascia Il Piccolo, dopo sette anni di direzione, e passa alla guida dei quattro giornali veneti del gruppo Finegil: Il Mattino di Padova, La Tribuna di Treviso, La Nuova di Venezia e Mestre (che aveva già diretto tra il 2005 e il 2008) e il Corriere delle Alpi.

### Il passaggio a Nordest Economia
Nel Gennaio del 2021 Paolo Possamai lascia la direzione dei quattro quotidiani veneti (Mattino di Padova, Tribuna di Treviso, Nuova Venezia e Corriere delle Alpi) sostituito da Fabrizio Brancoli, ex direttore del Tirreno, perché chiamato dall’editore a guidare il progetto Nordest Economia, in sinergia e con la collaborazione delle testate del gruppo.

### Vita privata
È il padre di Giacomo Possamai, Sindaco di Vicenza dal 2023

## Radio e televisione
È collaboratore del canale tv Rai Storia per “Il giorno e la storia” e di Rai Radio 3 per il programma "Prima Pagina".